# Кассирер, Питер
Питер Кассирер (26 июня 1933 г., Берлин, Германия – 7 октября 2020 г., Гётеборг, Швеция) – шведский лингвист, литературовед.

## Семья
Родился в Берлине в семье театрального фотографа Георга Кассирера (1904–1958) и пианистки Веры Шотцен (1905–1954). Когда дед Питера Кассирера, известный немецкий философ Эрнст Кассирер (1874–1945), эмигрировал в Швецию и стал работать в Гётеборгском университете (с 1935 по 1941 гг.), Георг и Вера также эмигрировали в Швецию. В 1966 году Питер Кассирер женился на Улле Маргарите Олссон (1930–2014).

## Творческая биография
Окончил Гётеборгский университет. Начинал свою карьеру как оперный певец (тенор). В 1970 году защитил докторскую диссертацию по дескриптивной стилистике . С 1970 по 1998 гг. преподавал в Институте северных языков Гётеборгского университета. Занимался преподаванием и исследованиями в области стилистики, семиотики, семантики и риторики опираясь на методы структуралистской герменевтики. В 1982 году он опубликовал на английском языке исследование политических дебатов, проходящих на шведском телевидении.
Ввел риторику в качестве учебной дисциплины в Швеции. Благодаря Питеру Кассиреру в 1970-е гг. Гётеборгский университет стал одним из первых, кто ввел курс практической и теоретической риторики в учебные планы. Вместе с профессором Стиной Ханссон в 1993 году он основал Retorikcentrum – шведскую ассоциацию исследователей риторики (риторов).